# Joachim Hyam Rubinstein
Joachim Hyam Rubinstein (Melbourne, 7 de março de 1948) é um matemático australiano.
Foi palestrante convidado do Congresso Internacional de Matemáticos em Zurique (1994: An algorithm to recognise the 3-sphere). É fellow da American Mathematical Society.

## Obras
- com Marc Culler und William Jaco: Incompressible surfaces in once-punctured torus bundles. In: Proc. London Math. Soc. (3)  45  (1982), no. 3, S. 385–419.
- com William Jaco: PL minimal surfaces in 3-manifolds. In: J. Differential Geom. 27 (1988), no. 3, S. 493–524.
- An algorithm to recognize the 3-sphere. In: Proceedings of the International Congress of Mathematicians, Zürich 1994. Vol. 1, Birkhäuser, Basel 1995, S. 601–611.
- com William Jaco: 0-efficient triangulations of 3-manifolds. In: J. Differential Geom. 65 (2003), no. 1, S. 61–168.
- com Sungbok Hung, John Kalliongis  und Darryl McCullough: Diffeomorphisms of elliptic 3-manifolds.  (= Lecture Notes in Mathematics. 2055). Springer, Heidelberg 2012, ISBN 978-3-642-31563-3.